# Čechůvky

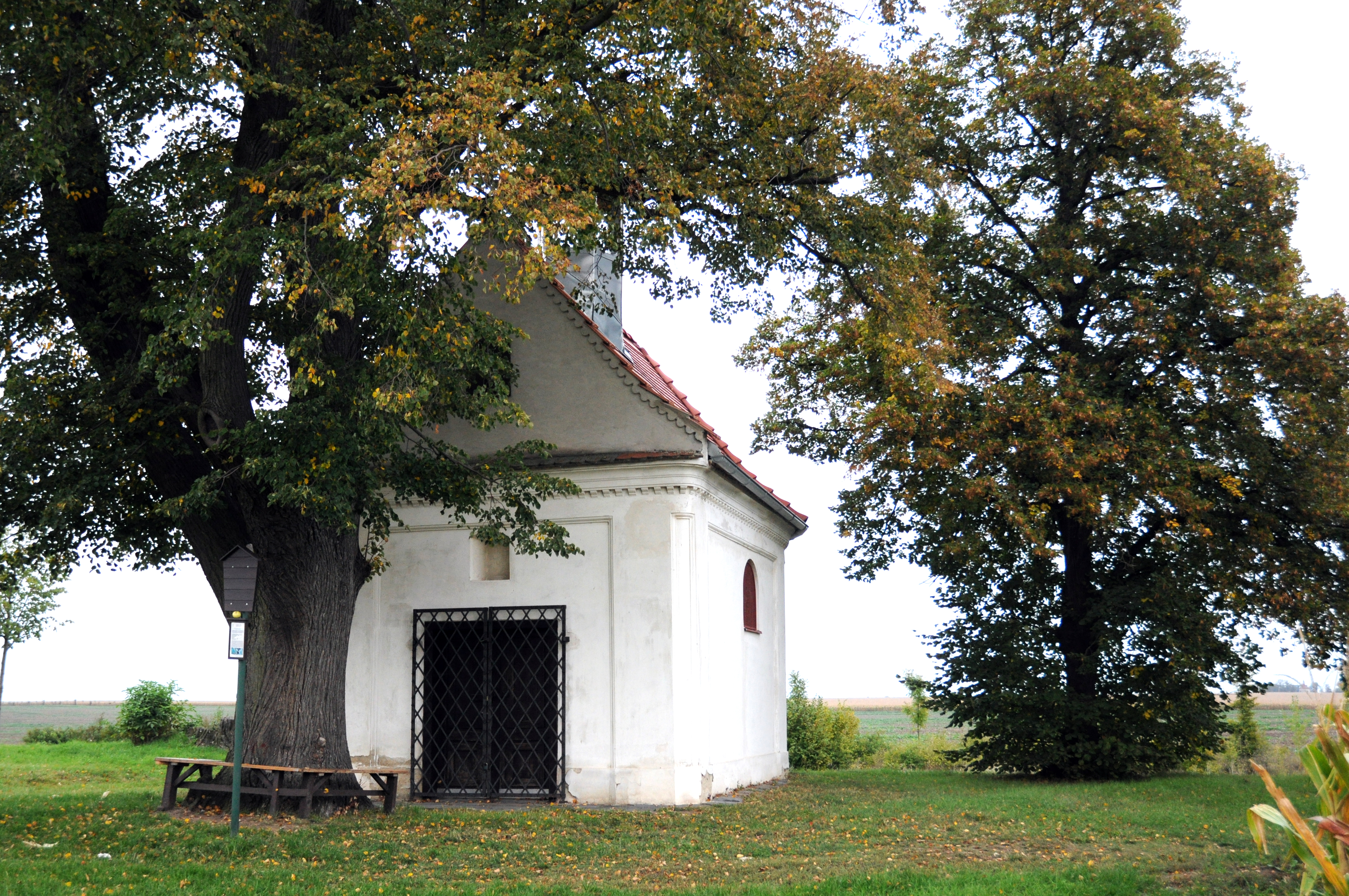
Ottilienkapelle in Čechůvky

Čechůvky (deutsch Tschechuwek) ist ein Ortsteil von Prostějov in Tschechien.

## Lage
Das Dorf befindet sich östlich von Prostějov und gehört zum Okres Prostějov.
Südwestlich liegt Kralický Háj.

## Geschichte
Östlich von Čechůvky befindet sich eine Kapelle aus dem Jahr 1722. 1866 bekämpften sich in Čechůvky preußische und sächsische Einheiten. Zum Andenken an die Scharmützel wurde ein Kruzifix errichtet. Mitte des 20. Jahrhunderts gehörte der Ort zum Gerichtsbezirk Proßnitz. Zwischen 1960 und 1972 war Čechůvky in Vrahovice eingemeindet. Seit dem 1. Januar 1973 sind beide Dörfer Ortsteile von Prostějov.